# Mourilyan
Mourilyan – miasto w Australii, w stanie Queensland.